# Higashimurayama (Tokio)
Higashimurayama (東村山市 Higashimurayama-shi?) es una ciudad ubicada en Tokio Occidental, la parte occidental de la Metrópolis de Tokio, Japón. 
Según datos del 2010, la ciudad tiene una población estimada de 151.283 habitantes y una densidad de 8.810 personas por km². El área total es de 17,17 km².
La ciudad fue fundada el 1 de abril de 1964, luego de que fuese creada como villa en 1889 y promovida a pueblo en 1942. Es una de las ciudades que conforma la zona de Tokio Occidental y antiguamente formó parte del distrito de Kitama.
Es una ciudad dormitorio de quienes trabajan en los barrios especiales de Tokio. Geográficamente se ubica en el centro de la terraza de Musashino.

## Historia
Históricamente, ha habido presencia humana desde la era Jōmon, según descubrimientos arqueológicos en la zona. Durante las eras Kamakura y Ashikaga, fue sitio de parada para los viajeros y por su situación geográfica fue usado como punto estratégico para las batallas. Fue lugar de la batalla de Kumegawa, momento decisivo de la guerra Genkō de 1333, en donde las fuerzas imperiales derrotaron al ejército del shogunato Kamakura. También fue sitio de la rebelión de Nakasendai en 1335, en donde Nitta Yoshimune y Ashikaga Takauji pelearon, con el objetivo del clan Ashikaga de derrocar el gobierno imperial instaurado en la Restauración Kenmu.
El nombre de la ciudad (etimológicamente en japonés, «Murayama del este») se refiere a un hecho acontecido en el Hōgen Monogatari que relata la rebelión Hōgen de 1156, en donde un grupo de samuráis que provenían de la provincia de Musashi (hoy gran parte de Tokio) pertenecían a la rama de Murayama, cuyos dominios se extendían hasta la actual ciudad de Higashimurayama, que están al este de ese antiguo territorio.

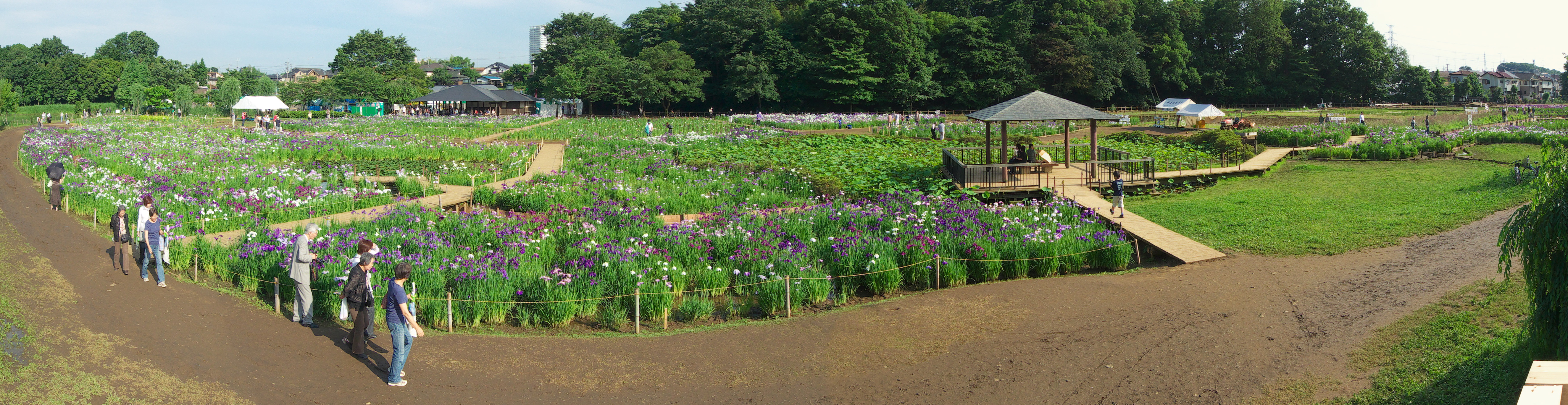
Parque Kitayama

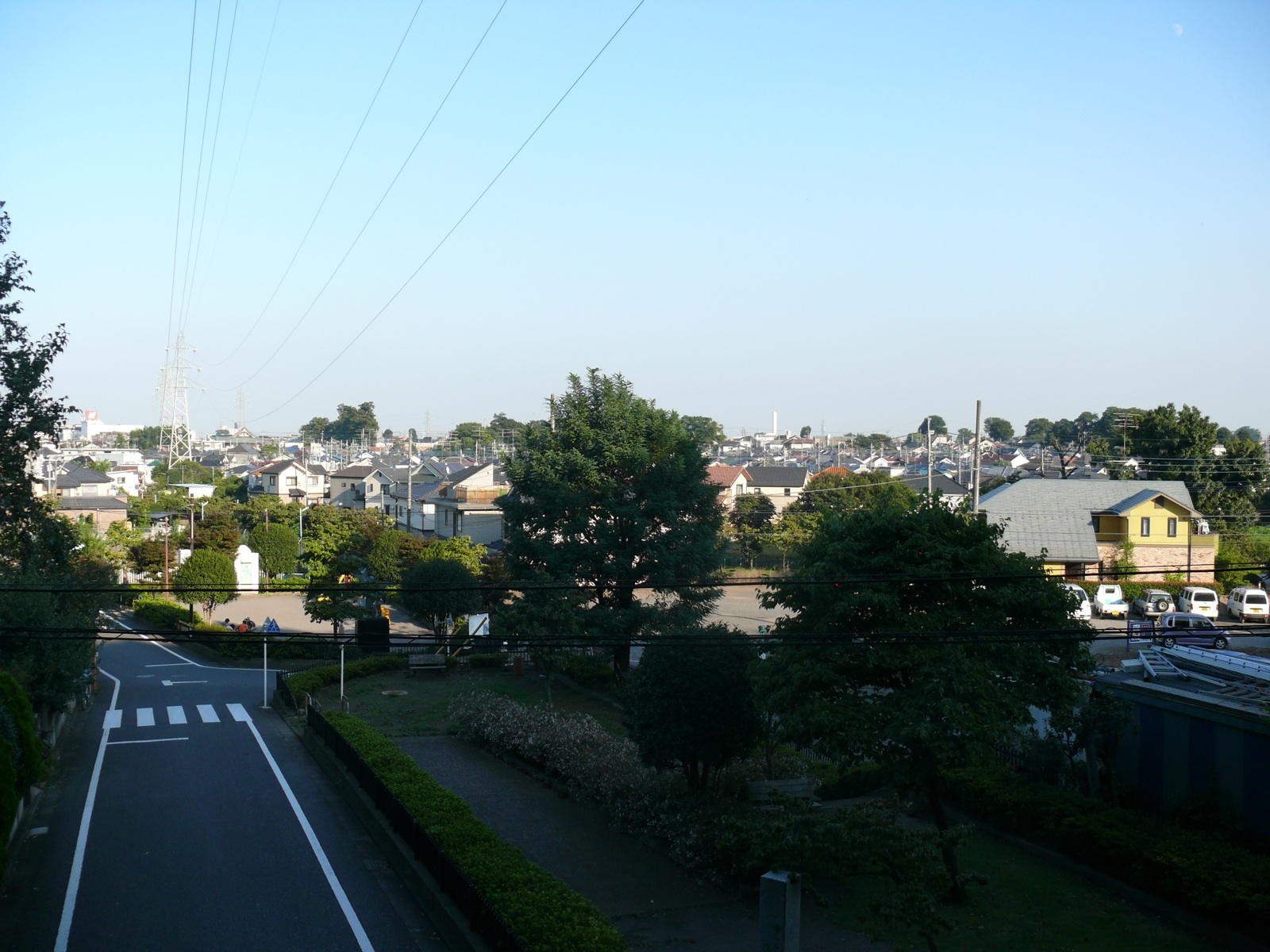
Vista de Higashimurayama, desde el punto exacto de la batalla de Kumegawa.

## Geografía
Higashimurayama se encuentra aproximadamente en el centro norte de la metrópolis de Tokio, en la terraza de Musashino.

### Municipios circundantes
- Tokio Metrópolis
  - Higashikurume
  - Kiyose
  - Higashiyamato
  - Kodaira
- Prefectura de Saitama
  - Tokorozawa

## Ciudades hermanadas
- Kashiwazaki, Niigata, Japón.
- Independence, Misuri, Estados Unidos.
- Suzhou, Jiangsu, República Popular China.

## Sitios de interés
- Shōfuku-ji, única estructura en Tokio considerada Tesoro Nacional de Japón;
- Santuario Akitsu
- Cementerio Kodaira
- Parque Kitayama
- Hachikokuyama, sitio de inspiración para la película anime Mi vecino Totoro;
- Sanatorio Tama Zenshoen
- Museo Nacional de la Enfermedad de Hansen